# Robert de Courtenay-Champignelles
Pour les articles homonymes, voir Robert de Courtenay.
Robert de Courtenay, né en 1251, mort en 1324, est un prélat catholique, archevêque de Reims (1299-1324).

## Biographie
Il était le fils de Guillaume Ier de Courtenay, seigneur de Champignelles, et de Marguerite de Bourgogne ; et petit-fils de Robert Ier de Courtenay-Champignelles, seigneur de Champignelles, et de Mahaut de Mehun-sur-Yèvre par son père, et de Jean Ier, comte de Bourgogne et de Mahaut de Bourgogne par sa mère. 

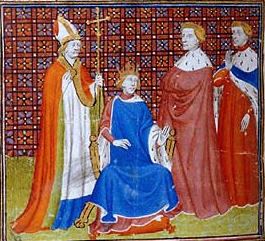
L'archevêque couronnant Philippe le Long.

Par son arrière-grand-père Pierre Ier de Courtenay, il est membre d'une branche cadette des Capétiens, dont il devient le chef à l'extinction de la branche aînée en 1283.
Il devint en 1299 archevêque de Reims et, à ce titre, sacra roi trois de ses cousins : Louis X le Hutin, Philippe V le Long et Charles IV le Bel.
En octobre 1315, il préside, avec ses suffragants le concile de Senlis. Le roi Louis X le Hutin (1289-1316), qui régna de 1314 à 1316, avait destitué Pierre de Latilly (mort en 1328), chancelier et évêque de Châlons-en-Champagne de 1313 à 1328, et l'avait fait emprisonner comme suspect d'avoir procuré la mort du roi Philippe le Bel et de l'évêque son prédécesseur : Jean de Châteauvillain en fonction de 1284 à 1312. Pierre de Latilly demanda au concile de Senlis, avant toute chose, la liberté de sa personne, ainsi que la restitution de ses biens, ce qui lui fut accordé. Il demanda ensuite l'information des faits, raison pour laquelle on prorogea le concile.
Il excommunia aussi le comte de Flandre Robert III de Dampierre (mort en 1322).
Son testament daté de 1314 le désigne comme chapelain de la Vierge.